# AS Rhodes
Maillots
L'Athletikos Sullopos Rodos (en grec moderne : Αθλητικός Σύλλογος Ρόδος), plus couramment abrégé en AS Rhodes, est un club grec de football fondé en 1968 et basé dans la ville de Rhodes, sur l'île de Rhodes.
Le club évolue en 3e division grecque (Gamma Ethniki) lors de la saison 2009-2010. 

## Histoire du club

### Historique
- 1968–1978 : Beta Ethniki
- 1978–1980 : Alpha Ethniki
- 1980–1981 : Beta Ethniki
- 1981–1983 : Alpha Ethniki
- 1983–198? : Beta Ethniki
- 198?–1988 : Gamma Ethniki
- 1988–1989 : Ligue amateur
- 1989–1990 : Gamma Ethniki
- 1990–1991 : Ligue amateur
- 1991–1993 : Gamma Ethniki
- 1993–1995 : Ligue amateur
- 1995–1998 : Gamma Ethniki
- 1998–2003 : Ligue amateur
- Depuis 2003 : Gamma Ethniki

### Histoire
Lors de la saison 2008-2009, l'AS Rhodes manque de peu l'accession en Beta Ethniki. Ils terminent 2e de la poule Sud de Gamma Ethniki mais perdent ensuite le match de play-off déterminant le dernier promu, face au club de Panetolikos.

## Personnalités du club

### Présidents du club
- Antonis Martinis

### Entraîneurs du club
| - Michalis Bellis (1978 - 1979) - Vic Buckingham (1979 - 1980) - Michalis Bellis (1980) - Kostas Polychroniou (1981 - 1982) - Antonis Manikas (2004 - 2005) - Vangelis Chosadas (2005 - 2006) | - Georgios Strantzalis (2006 - 2007) - Dimitros Spanos (2008 - 2009) - Georgios Strantzalis (2009) - Panagiotis Tzanavaras (2009 - 2010) - Reiner Maurer (2010) - Georgios Strantzalis (2010 - 2011) | - Paraskevas Andralas (2017) - Timos Kavakas (2017 - 2018) - Nikos Kourbanas (2019) - Sotiris Antoniou (2021 - ) |